# چیار قللو (اورورو)
چیار قللو (به اسپانیایی: Ch'iyar Qullu) یک کوه در بولیوی است که در بولیوی واقع شده‌است.